# Karl Groß (Politiker, 1843)
Karl Groß (* 8. Mai 1843 in Homberg; † 20. März 1909) war Rechtsanwalt und der erste Oberbürgermeister, unter der Städteordnung, von Pforzheim.

## Leben
Groß studierte Jura, kam dann zur preußischen Eisenbahnverwaltung als juristischer Hilfsarbeiter und trat darauf in den Kommunaldienst. Als nach Einführung der Städteordnung in Baden 1875 der neugewählte Bürgerausschuss in Pforzheim beschloss, das Oberbürgeramt einem juristisch gebildeten Fachmann zu übertragen, besetzte der 32-jährige alte Beigeordnete von Bramen, Karl Groß, die Stelle.
Anfang November 1875 traf Groß in Pforzheim ein und übernahm die Geschäfte ab dem 4. November. Weil er den Vertrag mit dem Gaswerk verlängern und nicht durch die Stadt zu übernehmen wollte, kam es zu deutlichen Meinungsverschiedenheiten und Auseinandersetzungen mit den Bürgern. Diese vereitelten seine Wiederwahl als Oberbürgermeister nach Ablauf seiner Amtsperiode, obwohl eine von über 2.000 Bürgern an den Stadtrat gerichtete Petition sich für seine Wiederwahl aussprach.
Groß wandte sich daraufhin wieder der Tätigkeit als Rechtsanwalt zu. Im Jahr 1887 wurde er in den Bürgerausschuss gewählt. Auch in gemeinnützigen Vereinen war Groß engagiert.
Karl Groß starb an den Folgen einer Erkältung.
| Personendaten    | Personendaten                                              |
| ---------------- | ---------------------------------------------------------- |
| NAME             | Groß, Karl                                                 |
| KURZBESCHREIBUNG | deutscher Rechtsanwalt und Oberbürgermeister von Pforzheim |
| GEBURTSDATUM     | 8. Mai 1843                                                |
| GEBURTSORT       | Homberg                                                    |
| STERBEDATUM      | 20. März 1909                                              |